# Angers villamosvonal-hálózata
Angers villamosvonal-hálózata (francia nyelven: Tramway d'Angers) normál nyomtávolságú villamosvonal Franciaországban, Angers városában. A hálózat jelenleg[mikor?] egy vonalból áll, melynek hossza 12,3 km. A városban 17 Alstom Citadis 302 sorozatú villamos közlekedik felsővezetékes és APS-Stromschiene rendszerű alsósínes áramrendszerrel. A közlekedés 2011. június 25-én indult meg, felváltva több, korábban itt közlekedő buszjáratot.
A villamosok energiaellátása nagyrészt felsővezetékről, de két rövidebb szakaszon – összesen 1,5 km hosszan – a pályába épített harmadik, áramvezető sínről történik. Ezt a rendszert másodikként építették ki itt Franciaországban, az első város Bordeaux volt.
Naponta átlagosan 32 500 utas veszi igénybe a város modern villamosüzemét.

## Megállók
- Angers-Roseraie
- Jean Vilar
- Jean XXIII
- Bamako
- Strasbourg
- Place Lafayette
- Les Gares
- Foch-Haras
- Foch-Maison Bleue
- Ralliement
- Molière
- Saint-Serge Université
- Berges de Maine
- C.H.U-Hôpital
- Capucins
- Jean Moulin
- Les Hauts De Saint Aubin
- Verneau
- Terra Botanica
- Plateau Mayenne
- Bois du Roy
- Acacias
- Saint Gilles
- Bascule
- Avrillé-Ardenne

## Képgaléria

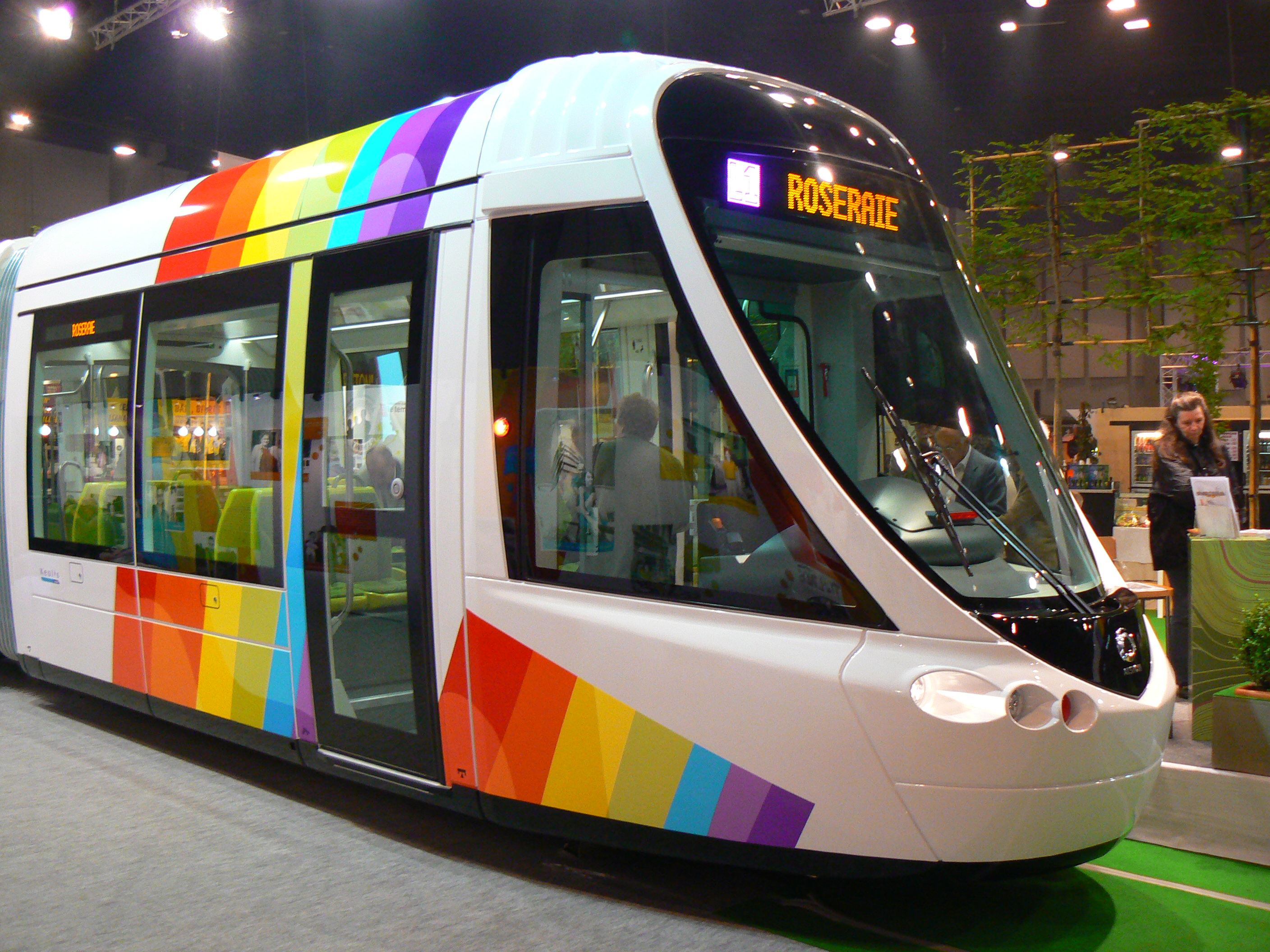
A villamos külső festése
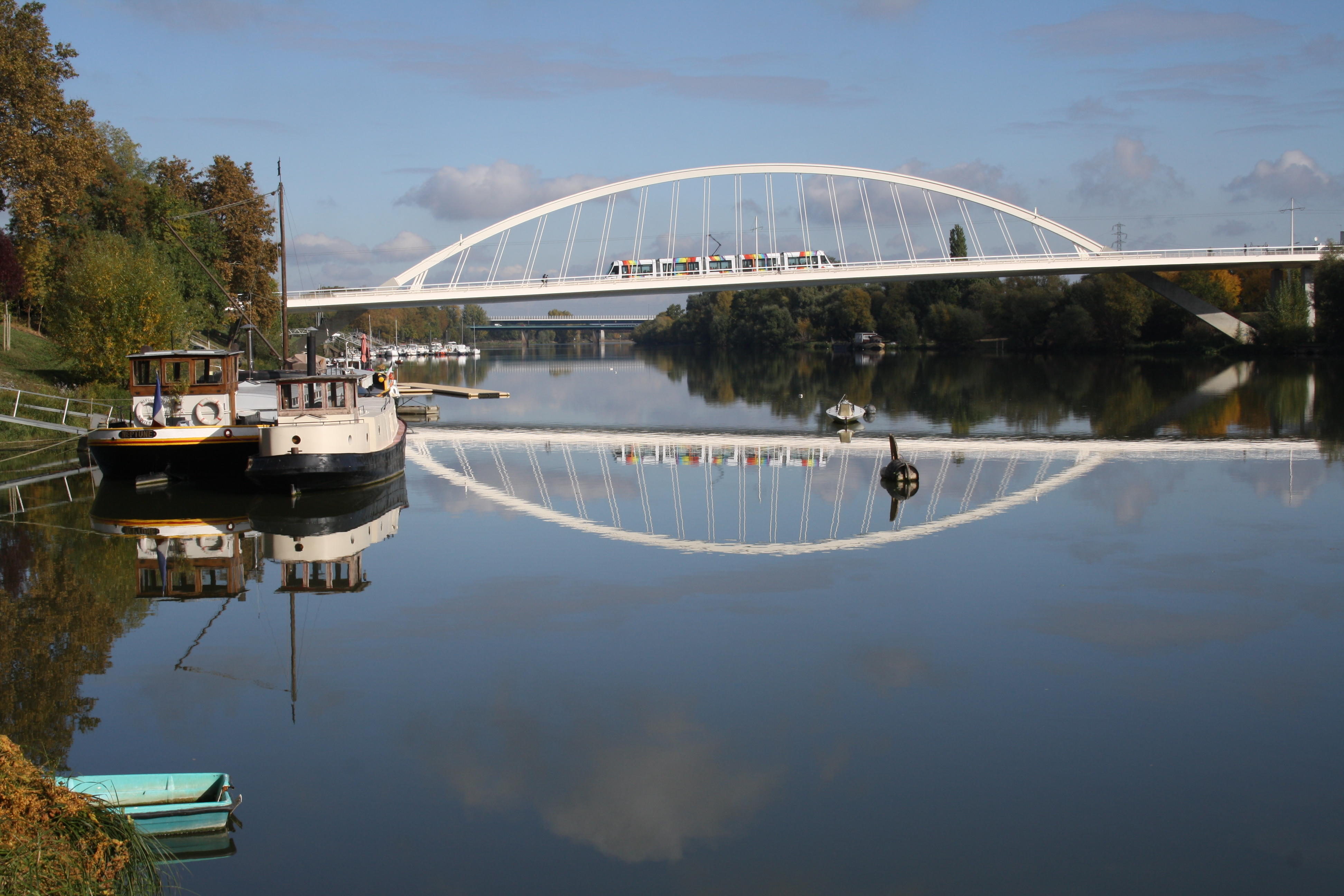
Egy villamoskocsi egy hídon halad át
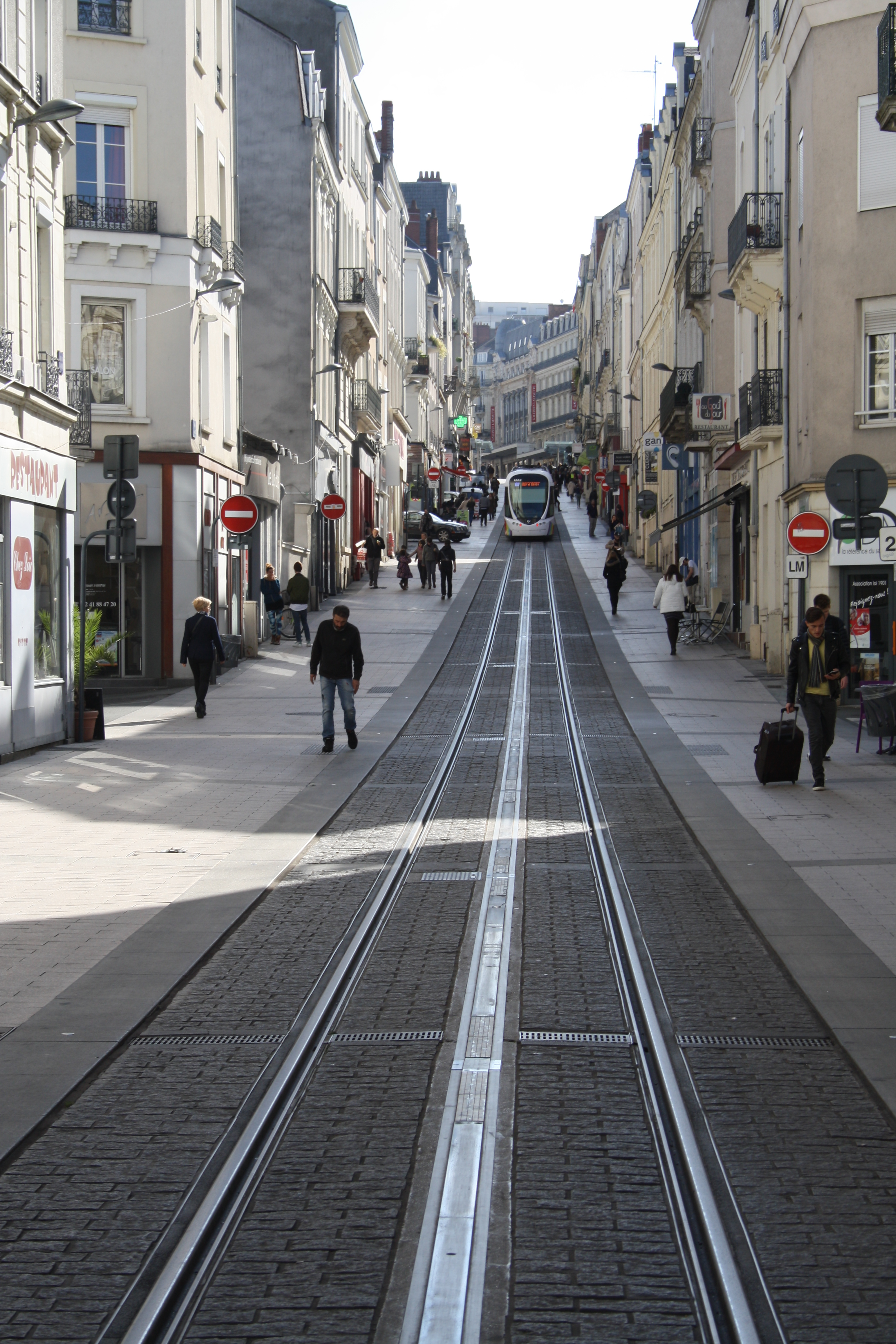
A háromsínes szakasz
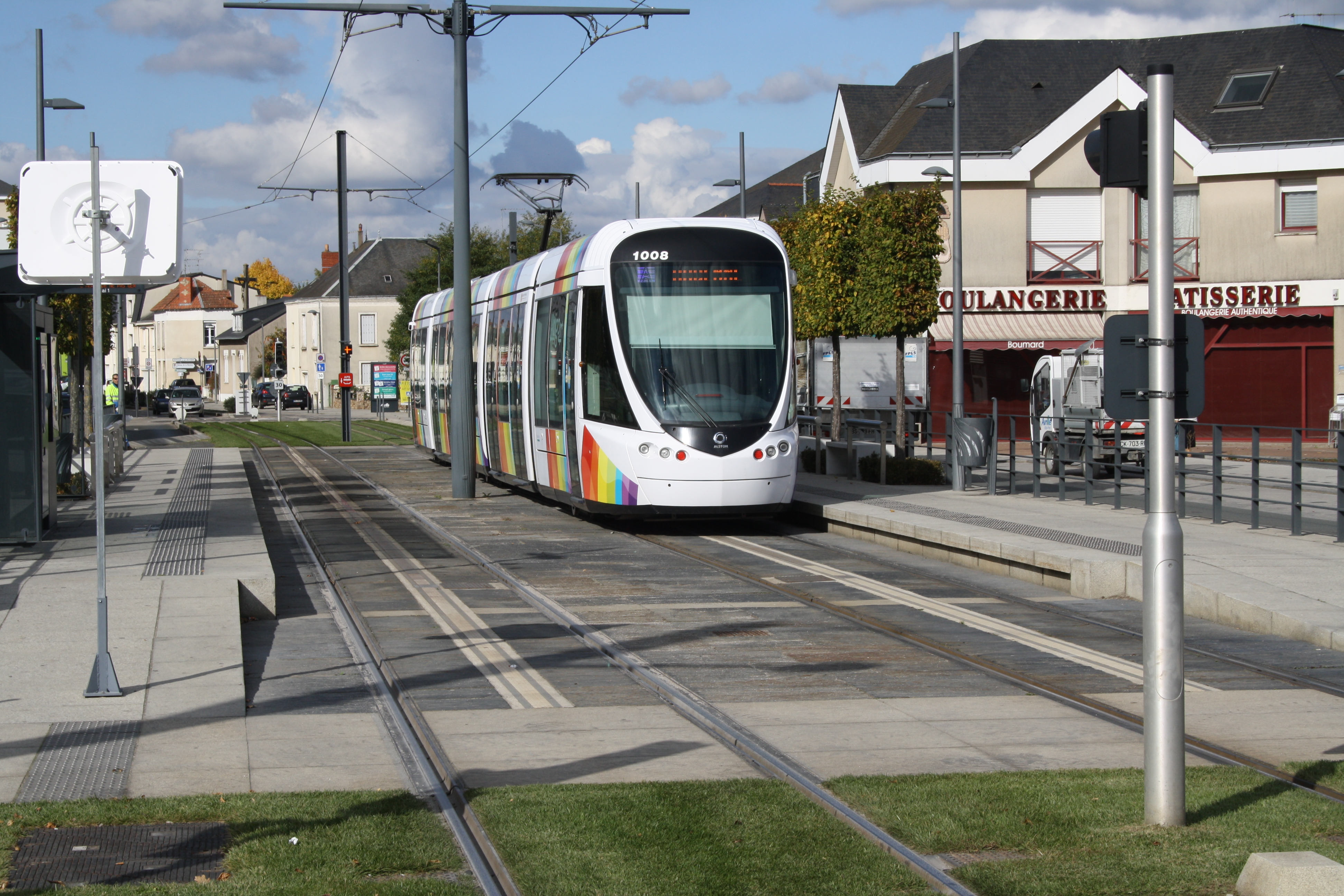
Füvesített villamospálya felsővezetékkel
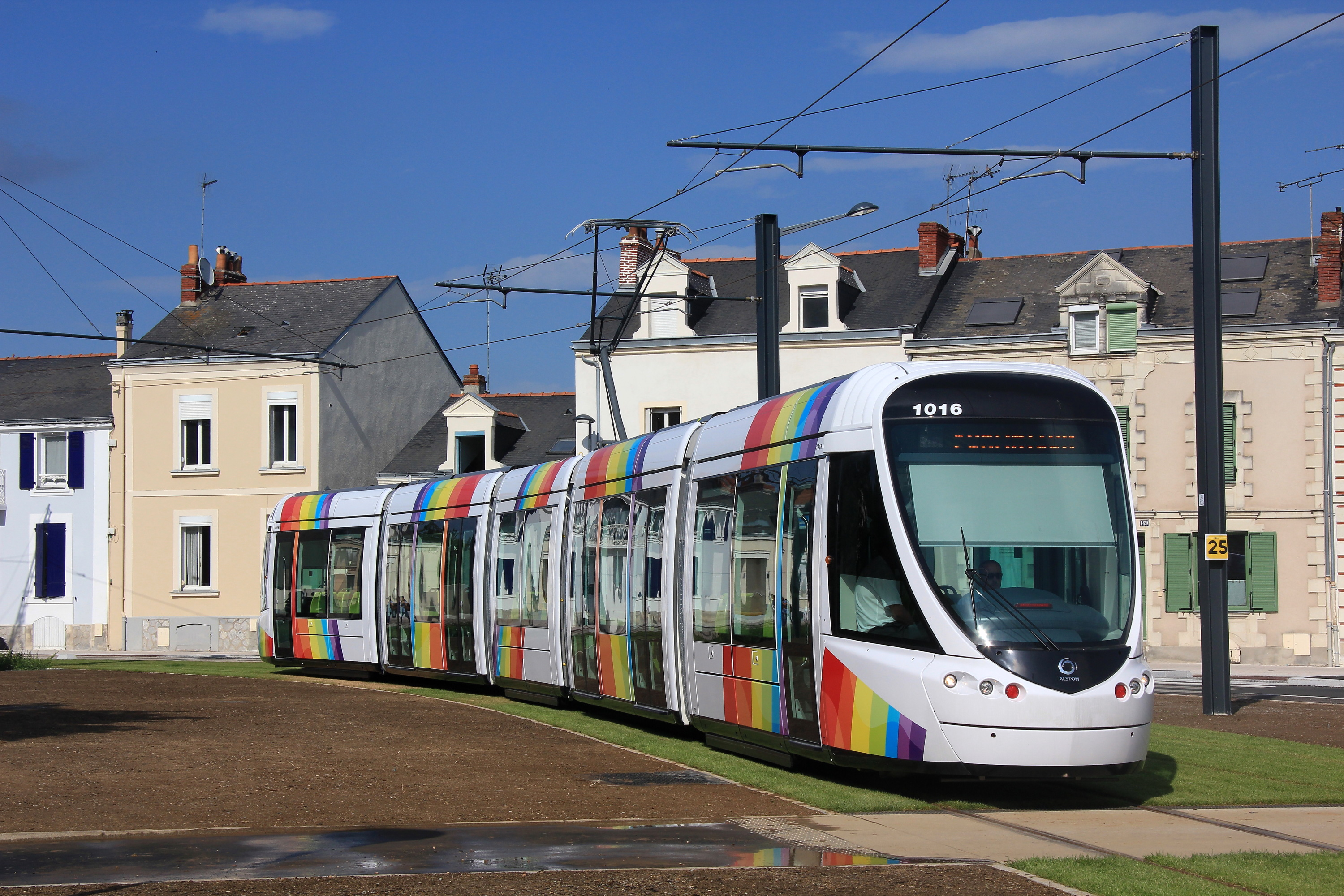
Szivárványszínű kocsi
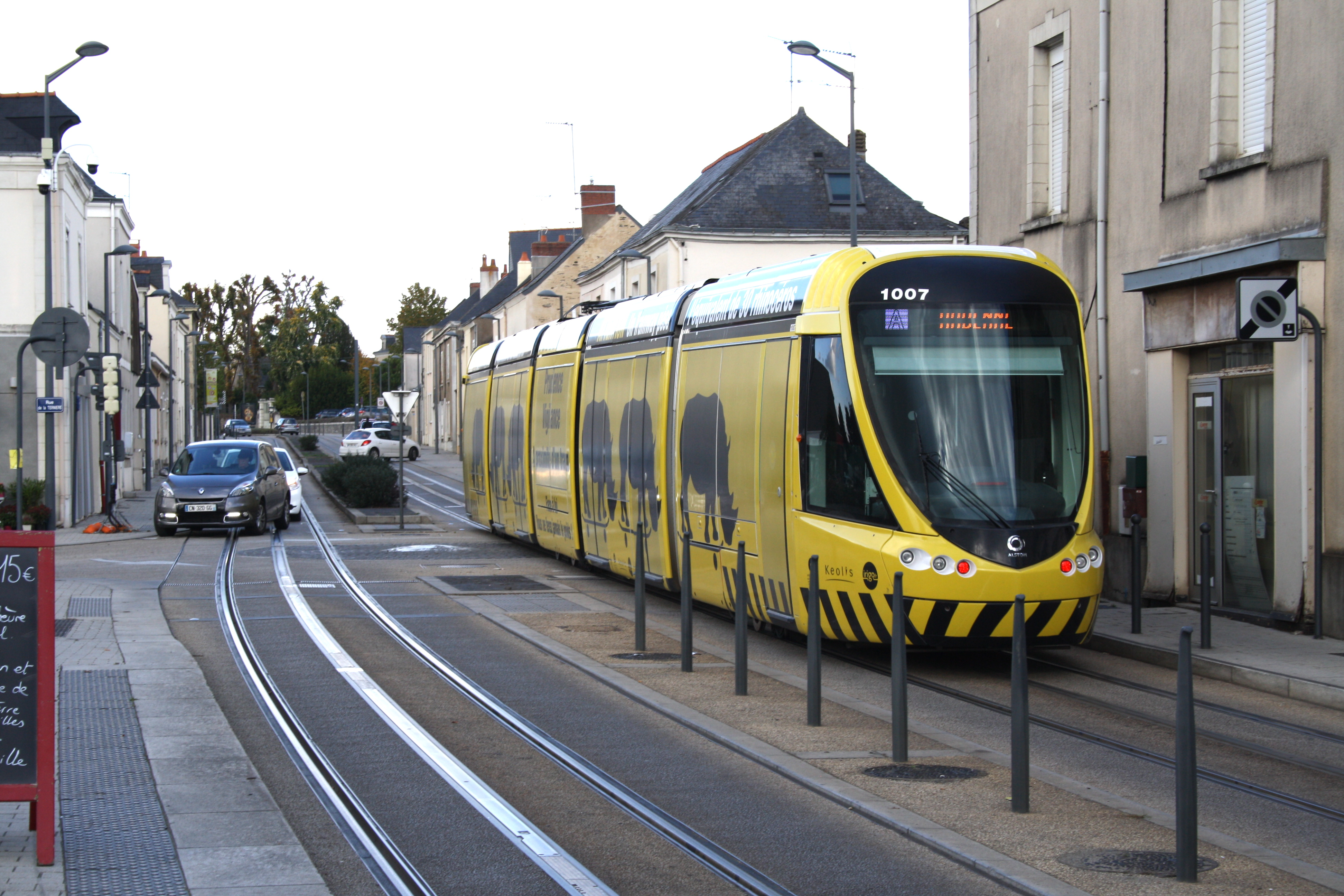
Villamoskocsi halad a felsővezeték-mentes szakaszon